# Alcide Herveaux
Alcide Herveaux es un personaje ficticio que forma parte de la saga The Southern Vampire Mysteries. Aparece por primera vez en el tercer libro, El club de los muertos. También es parte del elenco de la serie True Blood, basada en la saga. Joe Manganiello le da vida a este personaje.

## Descripción
Alcide Herveaux es un hombre lobo de pura sangre, nacido de un hombre y una mujer lobos. Es descrito como alto y fuerte, con el pelo oscuro siempre enmarañado y los ojos verdes. Tiene un negocio en Shereveport junto con su padre, en el mundo de la construcción. Es trabajador, educado y Sookie lo ve como el perfecto marido.

## Historia

### El club de los muertos
Es introducido en el tercer libro de la saga,  El club de los muertos. Es el compañero de Sookie durante la misión que la lleva a Jackson, Misisipi, para rescatar a Bill Compton que ha sido presumiblemente secuestrado por su antigua amante, la vampira Lorena. 
Posee un negocio junto con su padre, aunque cuando éste empezó a apostar se vio obligado a pedir ayuda de algún tipo a Eric Northman. Para no perder el negocio, Alcide se ve obligado a devolverle el favor a Eric, infiltrándose junto con Sookie en la comunidad vampírica de Jackson, de forma que puedan obtener información del paradero de Bill gracias a los poderes telepáticos de Sookie.
Desde el primer momento, Sookie y él hacen buenas migas. Él le cuenta su condición de hombre lobo, los problemas de juego de su padre, y su reciente ruptura con su ex prometida, Debbie Pelt. Sookie le confiesa más tarde que es telépata. 
Su plan se basa en hacerse pasar por una pareja e ir al Josephine's, más conocido como "El club de los muertos", un pub de criaturas sobrenaturales. La primera noche allí se encuentra con Debbie, la cual quema el chal de Sookie en un arrebato de celos. También conocen a Russell Edginton, el rey de los vampiros de Misisipi, quien les invita a pasarse por allí la noche próxima, que cae en luna llena. Al volver a casa se besan, aunque Sookie se aparta porque sigue enamorada de Bill. 
La segunda vez que van al pub, un humano tiene la intención de estacar a algún vampiro, pero Sookie le lee la mente antes y avisa a los demás, gritando. Es estacada, aunque no mortalmente, pero Alcide no puede evitar convertirse en lobo y perseguir al atacante. Le pierde la pista a Sookie porque es llevada a la mansión de Russell Edginton para poder curarla.

### Muerto para el mundo
Alcide regresa a Shreveport y continúa con su vida normal. Es visitado por Sookie, quien le cuenta que recientemente se ha instalado un aquelarre de brujas en la zona y que está intentando controlarla y obligar a los sobrenaturales a pagarles tributo. Alcide considera el asunto importante, y ambos visitan al jefe de la manada de Shreveport, el Coronel Flood. El Coronel les comenta que su segunda al mando ha desaparecido hace uno o dos días, por lo que primero preguntan a su madre y después se desplazan a su lugar de trabajo. Allí, encuentran que ha sido atacada violentamente y está muerta. 
Alcide pone al corriente a su líder. La manada de Shreveport decide implicarse en el asunto antes de que las brujas se hagan más poderosas, por lo que patrullan la casa de Bill Compton, sabiendo que los brujos buscarían allí al desaparecido Eric Northman. Consiguen echarlos, aunque María Estrella Cooper es atropellada en su huida. 
La manada se enfurece por esto, y se reúne en el Merlotte's para acordar con otros sobrenaturales qué hacer con el aquelarre. Se acuerda que Alcide y su manada participen en el ataque contra la sede de las brujas.
La noche de la lucha hay una reunión previa en casa de Pam, donde Alcide aparece junto con su novia, otra vez, Debbie Pelt. Sin embargo, Bill también aparece y reconoce a Debbie como una de sus torturadoras durante su rapto por Lorena en Jackson. Al enterarse, Alcide abjura de Debbie al darse cuenta de su mezquindad. Desde este momento, pasa a ignorarla por completo y su escabrosa relación queda definitivamente zanjada.
En la lucha contra las brujas sufre heridas leves, por lo que sobrevive.

### Más muerto que nunca
El líder de la manada de Alcide, el Coronel Flood, muere en un accidente de tráfico, por lo que Alcide invita a Sookie al funeral en calidad de amiga de la manada. Sin embargo, su verdadera intención es aprovecharse de su habilidad telepática para descubrir las tretas de Patrick Furnan, hombre lobo que está optando al liderazgo al tiempo que Jackson Herveaux, padre de Alcide. Sookie, al enterarse, se enfada con él, pero termina por acudir a la competición por el liderazgo para escrutinar las mentes y descubrir posibles trampas.
A pesar de que Sookie descubre que Furnan está jugando sucio, éste se las arregla para combatir con Jackson por el título, y lo gana. Justo cuando es declarado vencedor, Furnan mata a Jackson. Alcide queda devastado, y María Estrella, también de la manada, se queda para consolarlo.
- Datos: Q3608990